# 폭 없는 공백
폭 없는 공백(ZWSP: zero width space)은 컴퓨터의 조판에 사용되는 비표시 문자로 문자 처리 시스템에 대해서 단어의 단락을 나타내는데 사용된다. 보통, 영어 등의 띄어쓰기를 하는 언어에서 문장의 도중에 개행을 넣을 경우에는 공백 기호의 위치에서 행해진다. 하지만, 빗금 등의 기호 뒤 등 공백은 넣지 않지만 개행을 해도 좋은 곳이나 중국어 등의 띄어쓰기를 하지 않는 언어에서 개행할 수 있는 위치를 명시하기 위해서 폭 없는 공백이 사용된다.

## 사용법
HTML에서는 <wbr>요소의 대체로 긴 단어 도중에서 줄 바꿈 가능한 장소를 나타내는데 사용된다.  다만, 버전 6 이전의 인터넷 익스플로러 등, 이것을 바르게 표시할 수 없는 웹 브라우저도 있다.
이하는 폭 없는 공백을 사용한 예시이다. 모든 단어의 사이에 폭 없는 공백이 들어있다. 

LoremIpsumDolorSitAmetConsecteturAdipiscingElitSedDoEiusmodTemporIncididuntUtLaboreEtDoloreMagnaAliquaUtEnimAdMinimVeniamQuisNostrudExercitationUllamcoLaborisNisiUtAliquipExEaCommodoConsequatDuisAuteIrureDolorInReprehenderitInVoluptateVelitEsseCillumDoloreEuFugiatNullaPariaturExcepteurSintOccaecatCupidatatNonProidentSuntInCulpaQuiOfficiaDeseruntMollitAnimIdEstLaborum

같은 문장에 폭 없는 공백을 사용하지 않으면 아래처럼 된다. 

LoremIpsumDolorSitAmetConsecteturAdipiscingElitSedDoEiusmodTemporIncididuntUtLaboreEtDoloreMagnaAliquaUtEnimAdMinimVeniamQuisNostrudExercitationUllamcoLaborisNisiUtAliquipExEaCommodoConsequatDuisAuteIrureDolorInReprehenderitInVoluptateVelitEsseCillumDoloreEuFugiatNullaPariaturExcepteurSintOccaecatCupidatatNonProidentSuntInCulpaQuiOfficiaDeseruntMollitAnimIdEstLaborum

브라우저가 폭 없는 공백에 대응하고 있다면, 첫 번째의 예시는 브라우저의 창 폭을 바꿨을 때에 단어의 사이에서 줄 바꿈이 일어나지만, 두 번째 예시는 줄 바꿈이 없는 것을 알 수 있다.

## 문자 코드
유니코드에서는 폭 없는 공백은 U+200B  zero width space (HTML: &#8203;)에 할당되어있다.
TeX에서는 \hskip0pt, LaTeX에서는 \hspace{0pt}, groff에서는 \:로 표현된다.

## 기타
일반 사용자에게서는 직접 사용할 상황이 없는 기능이지만, 윈도우 XP 이상의 메모장에서는 우클릭을 눌러 나오는 메뉴에서 유니코드 제어 문자 삽입을 통해 이 문자를 직접 추가할 수 있다. (대표적으로 ZWJ, ZWNJ) 드래그해서 이 문자를 선택할 수 있고 복사, 붙여넣기 등의 작업도 정상적으로 가능하다. 폭 없는 문자라는 이름에서 알 수 있듯이 아무리 많이 이 글자를 추가하더라도 문장의 길이가 늘어나지 않기 때문에 육안으로는 얼마나 이 글자가 추가되어 있는지 식별할 방법이 없다.
컴퓨터 내의 파일명에도 적용 가능하다. 폭 없는 문자만을 파일명으로 작성했다면 파일명이 아예 보이지 않는 파일이 생성되고, 문장 중간에 넣었으면 눈으로 식별이 불가능한 같은 이름을 가진 파일이나 폴더를 2개 만들 수 있다. 

## 같이 보기
- 띄어쓰기
- 문자 정렬
- 자동 줄 바꿈
- 폭 없는 비접합자
- 공백
- 줄 바꿈 없는 공백
- 단어 결합자

## 참고 문헌
- Unicode Consortium, "Special Areas and Format Characters" (Chapter 16), The Unicode Standard, Version 5.2 full text
- Victor H. Mair, Yongquan Liu, Characters and computers, IOS Press, 1991